# Керен, Гаэль
Гаэль Керен (фр. Gaël Querin; род. 26 июня 1987, Лилль) — французский легкоатлет, специалист по многоборьям. Выступает за сборную Франции по лёгкой атлетике с 2006 года, серебряный призёр летней Универсиады в Шэньчжэне, бронзовый призёр Кубка Европы в личном зачёте, победитель первенств национального значения, участник ряда крупных международных стартов.

## Биография
Гаэль Керен родился 26 июня 1987 года в городе Лилль департамента Нор.
Впервые заявил о себе в лёгкой атлетике на международном уровне в сезоне 2006 года, когда вошёл в состав французской национальной сборной и выступил на юниорском мировом первенстве в Пекине, где в программе десятиборья занял итоговое 13-е место.
В 2009 году в семиборье был восьмым на чемпионате Европы в помещении в Турине, в десятиборье показал двенадцатый результат на молодёжном европейском первенстве в Каунасе и четвёртый результат на Играх франкофонов в Бейруте.
Будучи студентом, в 2011 году представлял страну на летней Универсиаде в Шэньчжэне, откуда привёз награду серебряного достоинства. На Кубке Европы по легкоатлетическим многоборьям в Торуне выиграл бронзовую медаль в личном зачёте и стал четвёртым в командном зачёте.
В 2012 году на зимнем чемпионате Франции в Обьере стал серебряным призёром в семиборье, уступив только Бастьену Озею. Летом стартовал на чемпионате Европы в Хельсинки — набрал в сумме всех дисциплин десятиборья 8098 очков, расположившись в итоговом протоколе соревнований на пятой строке.
В 2013 году взял бронзу на зимнем чемпионате Франции в Обьере, одержал победу на летнем чемпионате Франции в Париже. На чемпионате мира в Москве с результатом в 6846 очков занял 25-е место.
В 2014 году получил серебро на чемпионате Франции в Реймсе, стал девятым на чемпионате Европы в Цюрихе.
В 2015 году в семиборье был лучшим на зимнем чемпионате Франции в Обьере, показал четвёртый результат на чемпионате Европы в помещении в Праге. Летом на чемпионате Франции в Вильнёв-д’Аск превзошёл всех соперников в десятиборье и завоевал золотую медаль.
На зимнем чемпионате Франции 2018 года в Льевене взял бронзу в семиборье.
В 2019 году на чемпионате Франции в Сент-Этьене в десятиборье стал вторым позади Бастьена Озея.